# Gröntjärnen (Björna socken, Ångermanland, 707907-162202)
Gröntjärnen är en sjö i Örnsköldsviks kommun i Ångermanland och ingår i Gideälvens huvudavrinningsområde.
Tjärnen ligger alldeles intill Lägstaån, men har varken utflöde eller tillflöde.

## Bildgalleri

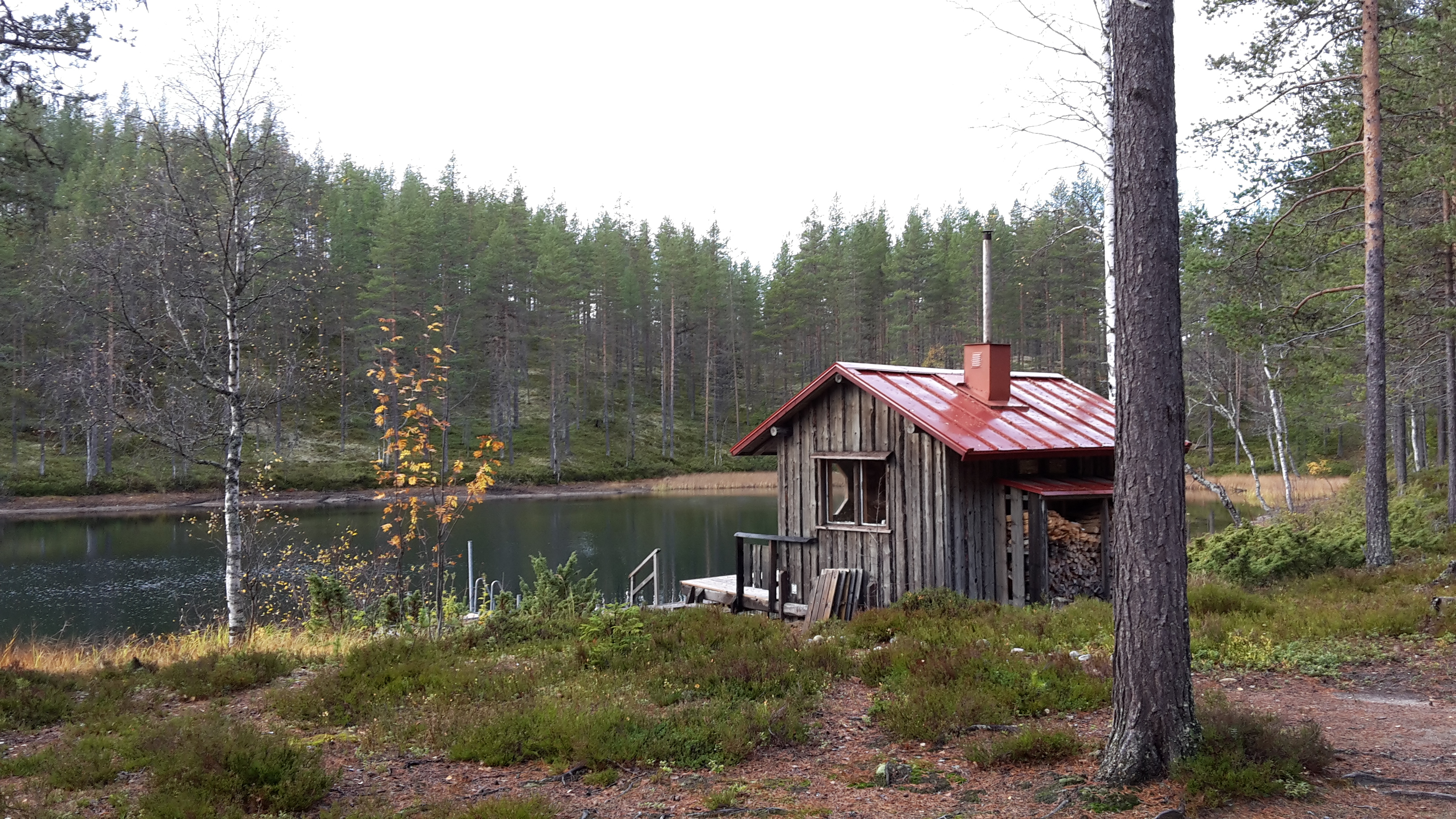
Gröntjärnen västerut från stugan.
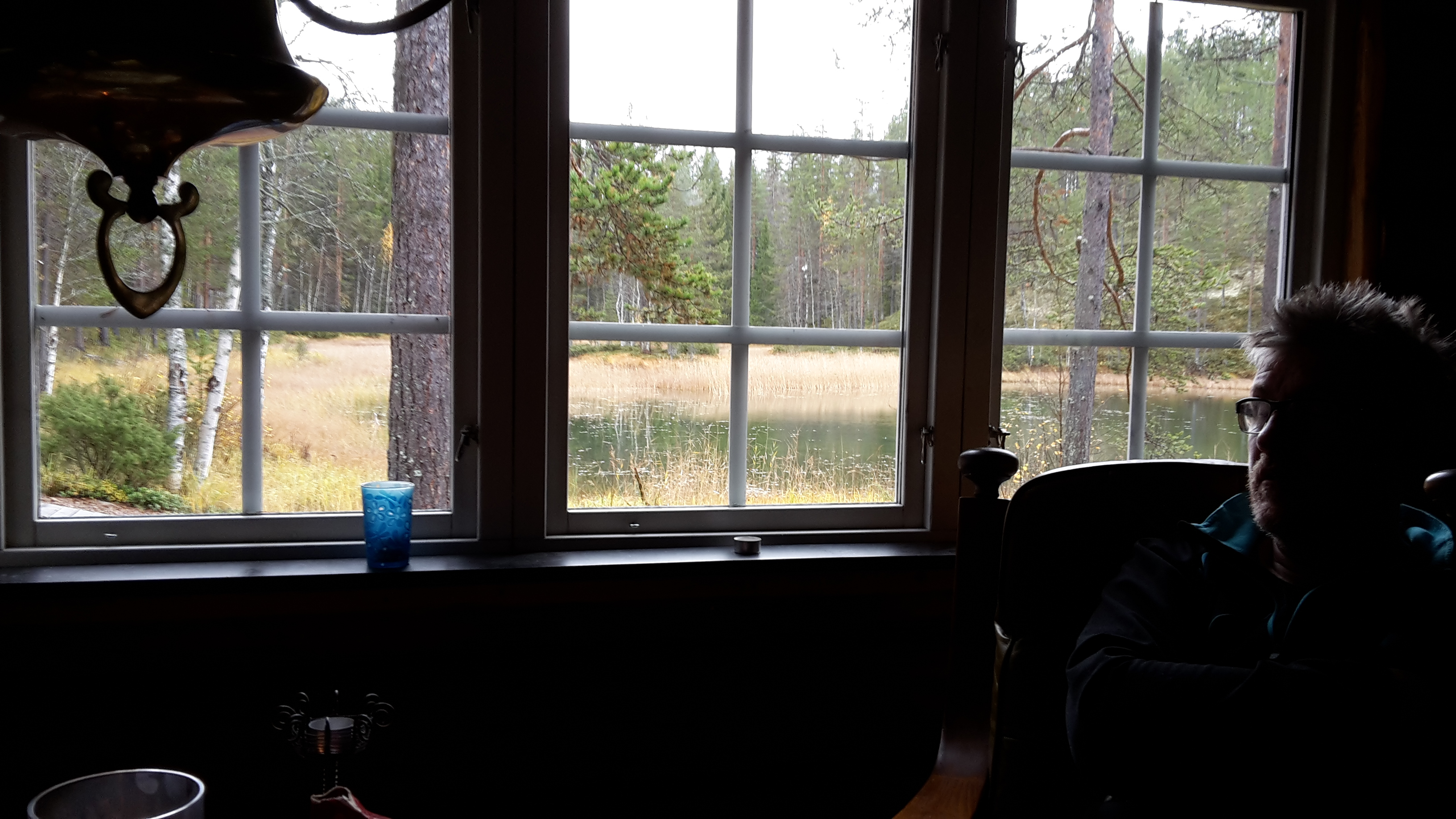
Stugutsikt mot Gröntjärnen.